# Esqui cross-country nos Jogos Paralímpicos de Inverno de 2010 - 10 km masculino
A competição masculina de 10 km do esqui cross-country nos Jogos Paraolímpicos de Inverno de 2010 foi disputada no Parque Paraolímpico de Whistler em 18 de março.

## Medalhistas
| Medalha | Atletas sentados  | Atletas em pé            | Deficientes visuais  |
| ------- | ----------------- | ------------------------ | -------------------- |
| Ouro    | RUS Irek Zaripov  | JPN Yoshihiro Nitta      | CAN Brian McKeever   |
| Prata   | ITA Enzo Masiello | RUS Kirill Mikhaylov     | NOR Helge Flo        |
| Bronze  | BLR Dzmitry Loban | UKR Grygorii Vovchinskyi | RUS Nikolay Polukhin |

## Agenda
| Dia         | Horário (UTC-8) | Categoria           |
| ----------- | --------------- | ------------------- |
| 18 de março | 10:00           | Atletas em pé       |
| 18 de março | 10:16           | Deficientes visuais |
| 18 de março | 12:20           | Atletas sentados    |

## Resultados

### 10km (atletas sentados)
| Pos.              | Nº | Atleta                     | Tempo   | Diferença |
| ----------------- | -- | -------------------------- | ------- | --------- |
| Medalha de ouro   | 24 | RUS Irek Zaripov           | 27:12.1 |           |
| Medalha de prata  | 31 | ITA Enzo Masiello          | 28:21.1 | +1:09.0   |
| Medalha de bronze | 27 | BLR Dzmitry Loban          | 28:25.1 | +1:13.0   |
| 4                 | 30 | UKR Iurii Kostiuk          | 28:25.6 | +1:13.5   |
| 5                 | 33 | RUS Roman Petushkov        | 28:27.6 | +1:15.5   |
| 6                 | 22 | RUS Vladimir Kiselev       | 28:32.4 | +1:20.3   |
| 7                 | 28 | USA Sean Halsted           | 28:35.8 | +1:23.7   |
| 8                 | 34 | BLR Aliaksandr Davidovich  | 28:38.0 | +1:25.9   |
| 9                 | 29 | NOR Trygve Toskedal Larsen | 28:44.4 | +1:32.3   |
| 10                | 21 | CHN Fu Chunshan            | 29:02.6 | +1:50.5   |
| 11                | 11 | FRA Georges Bettega        | 29:05.6 | +1:53.5   |
| 12                | 23 | USA Andy Soule             | 29:18.7 | +2:06.6   |
| 13                | 13 | SVK Vladimir Gajdiciar     | 29:19.3 | +2:07.2   |
| 14                | 17 | FRA Alain Marguerettaz     | 29:30.0 | +2:17.9   |
| 15                | 7  | RUS Sergey Shilov          | 29:36.8 | +2:24.7   |
| 16                | 26 | USA Chris Klebl            | 29:39.7 | +2:27.6   |
| 17                | 14 | BLR Yauheni Lukyanenka     | 29:43.6 | +2:31.5   |
| 18                | 32 | FRA Romain Rosique         | 30:09.2 | +2:57.1   |
| 19                | 5  | UKR Sergiy Khyzhnyak       | 30:09.4 | +2:57.3   |
| 20                | 15 | POL Robert Wator           | 30:15.8 | +3:03.7   |
| 21                | 20 | ITA Roland Rüpp            | 30:20.5 | +3:08.4   |
| 22                | 12 | AUS Dominic Monypenny      | 30:26.7 | +3:14.6   |
| 23                | 25 | POL Kamil Rosiek           | 30:30.7 | +3:18.6   |
| 24                | 19 | USA Greg Mallory           | 30:35.3 | +3:23.2   |
| 25                | 16 | SUI Bruno Huber            | 30:47.6 | +3:35.5   |
| 26                | 2  | BLR Barys Pronka           | 30:50.3 | +3:38.2   |
| 27                | 10 | UKR Ruslan Samchenko       | 31:10.8 | +3:58.7   |
| 28                | 18 | NOR Per Fagerhoi           | 31:34.9 | +4:22.8   |
| 29                | 9  | CAN Lou Gibson             | 31:50.4 | +4:38.3   |
| 30                | 8  | ITA Fabrizio Bove          | 32:46.0 | +5:33.9   |
| 31                | 3  | AUT Manfred Lehner         | 32:53.2 | +5:41.1   |
| 32                | 1  | FRA Thierry Raoux          | 33:15.8 | +6:03.7   |
| 33                | 4  | CAN Sebastien Fortier      | 33:20.5 | +6:08.4   |
|                   | 6  | POL Sylwester Flis         | DNF     | -         |

### 10km clássico (atletas em pé)
| Pos.              | Nº | Atleta                              | Tempo   | Diferença |
| ----------------- | -- | ----------------------------------- | ------- | --------- |
| Medalha de ouro   | 26 | JPN Yoshihiro Nitta                 | 26:29.5 |           |
| Medalha de prata  | 29 | RUS Kirill Mikhaylov                | 27:01.7 | +32.2     |
| Medalha de bronze | 30 | UKR Grygorii Vovchinskyi            | 27:03.7 | +34.2     |
| 4                 | 23 | NOR Vegard Dahle                    | 27:32.8 | +1:03.3   |
| 5                 | 20 | GER Tino Uhlig                      | 28:22.4 | +1:52.9   |
| 6                 | 14 | RUS Oleg Balukhto                   | 28:26.2 | +1:56.7   |
| 7                 | 16 | RUS Vyacheslav Laykov               | 28:36.4 | +2:06.9   |
| 8                 | 7  | RUS Rushan Minnegulov               | 28:42.2 | +2:12.7   |
| 9                 | 25 | FIN Ilkka Tuomisto                  | 28:46.3 | +2:16.8   |
| 10                | 9  | UKR Vitalii Sytnyk                  | 29:14.2 | +2:44.7   |
| 11                | 10 | UKR Oleh Leshchyshyn                | 29:33.4 | +3:03.9   |
| 12                | 22 | CAN Mark Arendz                     | 29:45.8 | +3:16.3   |
| 13                | 11 | RUS Vladimir Kononov                | 29:57.9 | +3:28.4   |
| 14                | 24 | AUT Michael Kurz                    | 30:56.2 | +4:26.7   |
| 15                | 3  | CHN Zou Dexin                       | 30:56.9 | +4:27.4   |
| 16                | 27 | RUS Alfis Makamedinov               | 31:16.0 | +4:46.5   |
| 17                | 2  | RUS Valery Darovskikh               | 31:29.3 | +4:59.8   |
| 18                | 18 | FRA Yannick Bourseaux               | 31:43.4 | +5:13.9   |
| 19                | 15 | CHN Du Haitao                       | 31:57.2 | +5:27.7   |
| 20                | 12 | JPN Kenji Takigami                  | 32:21.4 | +5:51.9   |
| 21                | 5  | GER Thomas Oelsner                  | 33:03.6 | +6:34.1   |
| 22                | 19 | AUS James Millar                    | 33:12.7 | +6:43.2   |
| 23                | 1  | CAN Tyler Mosher                    | 34:02.2 | +7:32.7   |
| 24                | 4  | MGL Zorig Enkhbaatar                | 37:36.2 | +11:06.7  |
| 25                | 17 | align=left\| MGL Sunkhbaatar Nyamaa | 50:23.1 | +23:53.6  |
| 26                | 8  | KAZ Oleg Syssolyatin                | 53:31.3 | +27:01.8  |
|                   | 6  | CHN Li Bo                           | DNF     | -         |
|                   | 21 | BLR Siarhei Silchanka               | DNF     | -         |
|                   | 28 | NOR Svein Lilleberg                 | DNS     | -         |
|                   | 13 | CHN Cheng Shishuai                  | DSQ     | -         |

### 10km clássico (deficientes visuais)
| Pos.              | Nº | Atleta                  | Tempo   | Diferença |
| ----------------- | -- | ----------------------- | ------- | --------- |
| Medalha de ouro   | 11 | CAN Brian McKeever      | 26:01.6 |           |
| Medalha de prata  | 9  | NOR Helge Flo           | 27:27.3 | +1:25.7   |
| Medalha de bronze | 13 | RUS Nikolay Polukhin    | 27:40.7 | +1:39.1   |
| 4                 | 14 | BLR Vasili Shaptsiaboi  | 27:46.4 | +1:44.8   |
| 5                 | 1  | UKR Oleg Munts          | 28:55.6 | +2:54.0   |
| 6                 | 15 | KOR Hak-Su Im           | 29:07.2 | +3:05.6   |
| 7                 | 19 | GER Frank Höfle         | 29:21.9 | +3:20.3   |
| 8                 | 18 | UKR Iurii Utkin         | 30:06.7 | +4:05.1   |
| 9                 | 7  | SWE Zebastian Modin     | 30:21.5 | +4:19.9   |
| 10                | 17 | RUS Valery Kupchinskiy  | 30:59.5 | +4:53.9   |
| 11                | 10 | FIN Jarmo Ollanketo     | 31:46.8 | +5:45.2   |
| 12                | 3  | SWE Hakan Axelsson      | 33:12.5 | +7:10.9   |
| 13                | 2  | FIN Rudolf Klemetti     | 33:34.0 | +7:32.4   |
| 14                | 4  | CAN Alexei Novikov      | 35:21.9 | +9:20.3   |
| 15                | 12 | BUL Aleksandar Stoyanov | 36:27.3 | +10:25.7  |
|                   | 5  | BUL Ivaylo Vatov        | DNF     | -         |
|                   | 6  | UKR Vitaliy Lukyanenko  | DNS     | -         |
|                   | 8  | FRA Thomas Clarion      | DNS     | -         |
|                   | 16 | UKR Dmytro Shulga       | DNS     | -         |

## Legenda
| Q   | Classificado (Qualified)       |
| DNS | Não largou (Did not start)     |
| DNF | Não terminou (Did not finish)  |
| DSQ | Desclassificado (Disqualified) |